# Millport, Skottland
Millport är en ort i Storbritannien.   Den ligger i kommunen North Ayrshire och riksdelen Skottland, i den nordvästra delen av landet, 600 km nordväst om huvudstaden London. Millport ligger 6 meter över havet och antalet invånare är 1 260.
Terrängen runt Millport är platt åt sydväst, men åt nordost är den kuperad. Havet är nära Millport västerut. Runt Millport är det ganska tätbefolkat, med 86 invånare per kvadratkilometer. Närmaste större samhälle är Largs, 6,1 km nordost om Millport. 